# Austin Idol
Austin Idol, pseudonimo di Michael McCord (Tampa, Florida, 26 ottobre 1949), è un ex wrestler statunitense, meglio conosciuto per il periodo trascorso nella Continental Wrestling Association, dove ebbe dei memorabili feud con Jerry Lawler.

## Carriera nel wrestling

### World Wide Wrestling Federation (1973–1974)
Nel marzo 1973, passò alla World Wide Wrestling Federation di Vincent J. McMahon dove interpretò il personaggio di "Iron" Mike McCord e gli fu dato Lou Albano come manager. Nel luglio 1973 affrontò Chief Jay Strongbow in un memorable match al Madison Square Garden di New York. Durante il suo  stint in WWWF, McCord lottò principalmente nel mid-card, anche se sfidò (senza successo) Pedro Morales per il WWWF Championship in svariate occasioni. Rimase nella compagnia fino al gennaio 1974, quando decise di trasferirsi in Florida non sopportando il clima troppo rigido.

### Florida e Georgia; incidente aereo (1974–1975, 1977)
Al suo ritorno in Florida nel gennaio 1974, McCord tornò a combattere nella Championship Wrestling from Florida, questa volta come "The Super Texan", un lottatore heel mascherato, alleato di Dusty Rhodes. McCord fu smascherato nel marzo 1974 a seguito di una sconfitta con Jos LeDuc in un "mask versus beard match". Nell'estate 1974 cominciò a lavorare per la Georgia Championship Wrestling come Mike McCord. Lottò in Georgia fino a quando perse un "loser leaves town match" con Harley Race nel novembre 1974, ritornando in Florida più avanti quello stesso mese.
Il 20 febbraio 1975, McCord e i colleghi wrestler Gary Hart e Bobby Shane erano passeggeri su un aeroplano Cessna 182 Skylane pilotato dal wrestler Buddy Colt in volo tra Miami e Tampa. Mentre tentava un atterraggio presso il Peter O. Knight Airport in condizioni di visibilità limitata a causa della nebbia, Colt precipitò in mare nei pressi di Tampa Bay. Shane restò ucciso nell'impatto mentre gli altri wrestler riportarono seri infortuni, con McCord che si ruppe entrambe le caviglie, svariate costole, e subì gravi lacerazioni ai piedi. McCord fu costretto all'inattività per diversi mesi mentre era in riabilitazione. Più tardi quello stesso anno, lottò in qualche match nella Georgia Championship Wrestling, alcuni dei quali con l'identità mascherata di "Super A" - detenendo per breve tempo l'NWA Georgia Heavyweight Championship - prima di prendersi una pausa dal ring durata due anni. A seguito dell'incidente, McCord sviluppò la "paura di volare", cosa che lo portò a limitare in gran parte la sua futura carriera di wrestling al centro-sud degli Stati Uniti. Il suo ritorno sul ring dopo l'incidente aereo portò Pro Wrestling Illustrated a nominarlo "Most Inspirational Wrestler of the Year" per il 1975.
Nel luglio 1977 lottò in qualche match nella Championship Wrestling from Florida prima di fermarsi nuovamente. A questo punto, il peso di McCord era aumentato a 136 kg.

### Texas, Tennessee e Alabama (1978–1979)
Nel marzo 1978 McCord riemerse in Texas nella NWA Big Time Wrestling di proprietà di Fritz Von Erich, con la nuova gimmick di "The Universal Heartthrob" Austin Idol. Come parte del suo nuovo personaggio, perse molto peso, sviluppando un fisico più muscoloso, e si tinse i capelli biondo platino. Nel corso dei due mesi successivi, lottò nella NWA Big Time Wrestling e nella Houston Wrestling di Paul Boesch (dove fu presentato per breve tempo come "Often Idle"). Nel maggio 1978, sfidò senza successo Dale Valentine per l'NWA Texas Heavyweight Championship. Lasciò il Texas dopo aver perso un loser leaves town match con Kevin Von Erich.
Idol fece anche qualche apparizione sporadica nella Pacific Northwest Wrestling di Portland, Oregon; e nella Big Time Wrestling di Detroit, Michigan, prima di passare alla Continental Wrestling Association nel dicembre 1978. Poco tempo dopo il suo debutto nella federazione, Idol sconfisse Jerry Lawler conquistando l'AWA Southern Heavyweight Championship. Rimase campione fino al gennaio 1979, quando fu sconfitto da Ron Fuller. Nel corso dei mesi successivi, ebbe delle rivalità con Lawler (e i suoi alleati Bill Dundee e Jackie Fargo).
Nel maggio 1979, lottando nella Southeastern Championship Wrestling in Alabama, detenne per breve tempo l'NWA Southeastern Heavyweight Championship (Southern Division). Lasciò la compagnia nell'estate del 1979 per tornare nella Georgia Championship Wrestling.

### Georgia (1979–1980)
Idol fece ritorno alla Georgia Championship Wrestling nell'estate 1979. A novembre, lui e The Masked Superstar vinsero un torneo di una sera svoltosi all'Omni Coliseum di Atlanta, Georgia; con in palio l'NWA Georgia Tag Team Championship. Persero le cinture contro Jack Brisco & Jerry Brisco poco tempo dopo. Nel dicembre 1979, Idol sconfisse Ray Candy conquistando l'NWA Georgia Television Championship. Nel gennaio 1980 fu proclamato d'ufficio NWA National Heavyweight Champion (il titolo fu dichiarato vacante nello stesso anno in circostanze poco chiare). Il suo regno come campione NWA Georgia Television durò fino al gennaio 1980, quando fu sconfitto da Steve Travis. Qualche giorno dopo riconquistò il titolo battendo Travis, ma lo perse poi in favore di Kevin Sullivan più avanti quello stesso mese. Idol sconfisse Sullivan vincendo il titolo per la terza volta nel febbraio 1980, ma lo perse due giorni dopo contro Tommy Rich. Nel febbraio 1980, venne sconfitto da Sullivan in un "Boston street fight match". Successivamente, sconfisse Sullivan in uno strap match. Quindi, sconfisse Mr. Wrestling II e conquistò l'NWA Georgia Heavyweight Championship per la seconda volta. Detenne il titolo fino al giugno 1980, quando fu sconfitto da Baron von Raschke. Durante il suo regno, sfidò senza successo il campione NWA World Heavyweight Harley Race. Idol lasciò la Georgia Championship Wrestling nel luglio 1980, tornando per breve tempo nella Continental Wrestling Association prima di partire per una tournée in Giappone.

### All Japan Pro Wrestling (1980)
Tra l'agosto e il settembre 1980, fece la sua prima comparsa in Giappone lavorando per la All Japan Pro Wrestling come parte del tour "Summer Action Series II". In coppia con Ray Candy partecipò al torneo PWF Cup Tag Team Tournament, sconfiggendo Atsushi Onita & Prince Tonga nei quarti di finale prima di perdere per mano di The Cruiser & The Destroyer in semifinale. Altri avversari di Idol nel corso della tournée inclusero Giant Baba, Jumbo Tsuruta, Mil Mascaras e Rocky Hata.

### Georgia e Tennessee (1980–1981)
Dopo la tournée in Giappone, Idol cominciò ad apparire sia nella Georgia Championship Wrestling sia nella Continental Wrestling Association in Tennessee. Nell'agosto 1980, Idol e Dutch Mantell conquistarono il CWA World Tag Team Championship. Nell'ottobre 1980 Idol sconfisse Billy Robinson vincendo il CWA World Heavyweight Championship; perse la cintura in favore di Bobby Eaton poco dopo. In Georgia, formò un tag team con l'ex nemico Kevin Sullivan, e i due ebbero una rivalità con i Fabulous Freebirds.
Nel gennaio 1981 rinverdì il suo feud con Jerry Lawler nella Continental Wrestling Association. Idol venne presentato come uno dei "cacciatori di taglie" assoldati da Jimmy Hart per cercare di sconfiggere Lawler, che era tornato di recente dopo essere guarito da una gamba rotta. Durante un confronto tra i due, Lawler tirò una "palla di fuoco" in faccia a Idol, infortunandolo (kayfabe). Idol tornò nel corso di un memorabile angle nel quale l'annunciatore Lance Russell disse di aver ricevuto un telegramma dal promotore messicano Salvador Lutteroth dove era scritto che Lawler era stato votato wrestler più popolare dell'anno a Città del Messico, e che il luchador mascherato "Black Diamond" gli avrebbe consegnato una targa; durante la cerimonia, Black Diamond ruppe la targa in testa a Lawler, quindi si tolse la maschera rivelando di essere Austin Idol. Nel marzo 1981, Idol e Mantell persero le cinture CWA World Tag Team Championship contro Bill Dundee & Tommy Rich. Idol lasciò la CWA il mese seguente.

### Jim Crockett Promotions (1981–1982)
Nel maggio 1981 apparve nella Jim Crockett Promotions come wrestler heel, affrontando avversari quali Johnny Weaver, The Masked Superstar, Ricky Steamboat e Wahoo McDaniel. Idol lasciò la Jim Crockett Promotions nel marzo 1982.

### Alabama, Tennessee e Texas (1982–1987)
Nella metà del 1982 tornò a lottare nella Southeastern Championship Wrestling. Divenne campione NWA Alabama Heavyweight in circostanze poco chiare, perdendo poi la cintura in favore di Wayne Ferris nel settembre 1982. Nel dicembre 1982 conquistò l'NWA Southeastern Heavyweight Championship (Northern Division).
In questi anni lottò diverse volte per l'NWA World Heavyweight Championship, scontrandosi (senza successo) con Harley Race (1980) e Ric Flair (1981–84).
Nel febbraio 1983 tornò nella Continental Wrestling Association; al suo arrivo, fu nominato AWA International Heavyweight Champion. Cedette il titolo a Lawler il mese successivo, con Lawler che lo colpì nuovamente con una "palla di fuoco". Nell'estate 1983, Idol effettuò un turn face e si alleò inaspettatamente con lo stesso Lawler. In agosto, Lawler & Idol vinsero il CWA World Tag Team Championship sconfiggendo gli Assassins, ma furono da loro sconfitti una settimana dopo. Nel settembre 1983, Idol sconfisse Ken Patera diventando AWA International Heavyweight Champion per la seconda volta, ma perse il titolo in favore di Stan Hansen due giorni dopo. Riconquistò la cintura da Hansen in ottobre nel corso di un bullrope match. A novembre, Idol e Dutch Mantell sconfissero The Midnight Express vincendo il CWA World Tag Team Championship; il titolo fu successivamente abbandonato. Il terzo regno di Idol come AWA International Heavyweight Champion durò fino all'aprile 1984, quando fu sconfitto da Randy Savage. Idol riconquistò il titolo da Savage in maggio, ma lo perse contro Masao Ito nel giugno 1984. Alla metà del 1984 lasciò nuovamente la CWA.
Nel luglio 1984 tornò ancora nella Southeastern Championship Wrestling in Alabama. Sconfisse Vic Rain e vinse l'NWA Southeastern Heavyweight Championship (Northern Division) per la seconda volta. Restò campione fino al novembre 1984, quando fu sconfitto da Jimmy Golden. Nel marzo 1985, sconfisse Lord Humongous e conquistò l'NWA Alabama Heavyweight Championship, ma lo cedette nuovamente a Humongous il mese seguente. Nel luglio 1985 sconfisse Jimmy Golden riconquistando l'NWA Southeastern Heavyweight Championship (Northern Division); il terzo regno titolato ebbe fine il mese successivo quando fu battuto da Adrian Street.
Idol tornò nella Continental Wrestling Association nell'agosto 1985, in coppia con Jerry Lawler in un breve feud con i Fabulous Freebirds. Nel dicembre 1985, lui e Lawler sconfissero Bill Dundee & Dutch Mantel conquistando l'AWA Southern Tag Team Championship. Il titolo fu dichiarato vacante più tardi quello stesso mese quando Lawler perse un "loser leaves town match" contro Dundee, e Idol lasciò la compagnia. Agli inizi del 1986, Idol apparve nella World Class Championship Wrestling e nella Texas All-Star Wrestling. Nel gennaio 1986 sconfisse Big Bubba a Ponce, Porto Rico, vincendo il Texas All-Star Wrestling USA Heavyweight Championship. Nell'aprile 1986 fu sconfitto da Al Madril a Pasadena, Texas, perdendo la cintura.
Nel giugno 1986 tornò ancora una volta nella Continental Wrestling Association. Nel gennaio 1987, tradì Jerry Lawler, dando inizio a quella che sarebbe stata definita "la fase più memorabile della loro faida". Idol acquisì Paul E. Dangerously come suo manager, e nel febbraio 1987 vinse un torneo per l'AWA Southern Heavyweight Championship, sconfiggendo Soul Train Jones in finale. Il suo regno durò fino all'aprile 1987 quando Lawler lo sconfisse nel corso di un chain match. Una settimana dopo, Idol sfidò Lawler per il titolo in un "hair versus hair cage match". Riuscì a sconfiggere Lawler grazie all'aiuto di Tommy Rich (e questa fu la prima incarnazione della stable The Dangerous Alliance: Paul E Dangerously, Austin Idol e Tommy Rich), nascosto sotto il ring. Dopo il match, Idol e Rich raparono a zero Lawler, facendo infuriare il pubblico presente al Mid-South Coliseum, che sfiorò la rivolta. Il terzo regno da campione AWA Southern Heavyweight di Idol terminò nel giugno 1987 quando fu sconfitto da Lawler. Una settimana dopo, Idol e Rich furono sconfitti da Lawler e Dundee in uno scaffold match. Dopo questa sconfitta, Idol lasciò la Continental Wrestling Association per andare a fare un tour in Giappone. Il feud tra Idol/Rich e Lawler venne nominato "Feud of the Year" del 1987 da Wrestling Observer Newsletter.

### All Japan Pro Wrestling (1987, 1988)
Idol tornò a lavorare in Giappone nella All Japan Pro Wrestling per la seconda volta nell'agosto e settembre 1987 come parte del tour "Summer Action Series II". Appena arrivato nella AJPW, Idol e Stan Hansen furono premiati d'ufficio con l'assegnazione del vacante PWF World Tag Team Championship. La coppia difese con successo le cinture contro avversari quali Hiroshi Wajima & Takashi Ishikawa e Jumbo Tsuruta & Tiger Mask prima di essere sconfitta da Ashura Hara & Genichiro Tenryu il 3 settembre. Nel resto del tour, Idol lottò prevalentemente in six-man tag team match insieme a Hansen e Joel Deaton.
Idol ebbe un terzo stint nella AJPW a marzo ed aprile 1988 come parte del tour Champion Carnival. Lottando in coppia con Tommy Rich, si scontrò con wrestler quali The Great Kabuki, John Tenta, Shunji Takano e Takashi Ishikawa.

## Personaggio
Ad inizio carriera, McCord interpretava un sollevatore di pesi. Nel 1978, adottò il nuovo personaggio di "Austin Idol", un verboso spaccone biondo platino che si faceva chiamare "il rubacuori universale" e si immaginava attraente ed irresistibile per qualsiasi donna. Il personaggio di Austin Idol è stato spesso paragonato a "Superstar" Billy Graham.
Mossa finale
- Las Vegas Leglock (Figure-four leglock)

Manager
- Cap. Lou Albano
- Jimmy Hart
- Paul E Dangerously

## Titoli e riconoscimenti
- All Japan Pro Wrestling
  - PWF World Tag Team Championship (1) - con Stan Hansen
- Continental Wrestling Association
  - AWA Southern Heavyweight Championship (3)
  - AWA Southern Tag Team Championship (1) - con Jerry Lawler[20][21]
  - CWA International Heavyweight Championship (4)
  - CWA World Heavyweight Championship (1)
  - CWA World Tag Team Championship (3) - con Dutch Mantel (2) e Jerry Lawler (1)
- Georgia Championship Wrestling
  - NWA Georgia Heavyweight Championship (1)
  - NWA Georgia Tag Team Championship (1) - con Masked Superstar
  - NWA Georgia Television Championship (3)[22]
  - NWA National Heavyweight Championship (1)
- Pro Wrestling Illustrated
  - PWI Most Inspirational Wrestler of the Year (1975)[23]
  - 193º posto nella lista dei migliori 500 wrestler singoli nei PWI Years del 2003.
- Southeastern Championship Wrestling
  - NWA Alabama Heavyweight Championship (2)
  - NWA Southeastern Heavyweight Championship (Northern Division) (3)
  - NWA Southeastern Heavyweight Championship (Southern Division) (1)
- Texas All-Star Wrestling
  - TAW USA Heavyweight Championship (1)
- World Championship Wrestling
  - NWA Austra-Asian Tag Team Championship (1) - con Jimmy Golden
- Wrestling Observer Newsletter
  - Feud of the Year (1987) con Tommy Rich vs. Jerry Lawler